# Ангел Тодоров (Ботев четник)
Ангел Тотев Ковачев (повече известен като Ангел Тодоров) е четник в Ботевата чета през 1876 г.
Роден е в с. Къзъл Мурад (днес - Благоево, област Разград) през 1857 г.. Учи в местното начално училище при даскал Стойко Недев.
През 1872 г. напуска България и се установява в Румъния. С цел да не бъде разкрита истинската му самоличност и да не пострадат близките му, той се се записва като Ангел Тодоров от Разград. С това име се представя и в Ботевата чета.
След убийството на войводата Христо Ботев, четата се разпада. Ангел Тодоров се укрива в гората заедно с други двама четници - Илия Джагаров от с. Локорско и Васил Стоянов от с. Черни Осъм, Троянско. Илия и Ангел минават покрай селата Осеновлаг, Огоя и Злидол и достигат до родното село на Илия Джагаров - Локорско, където се разделят. Ангел Тодоров стига до Елешнишкия манастир "Св. Богородица", където е заловен от турските потери и убит в местността Мерова поляна до с. Желява. Убит е от башибозушкия командир Малич ага и отрязаната му глава е занесена в селото. Първоначално самоличността на убития четник не е била известна, затова и на лобното му място през 1943 е издигнат паметник без име.
През 1977 г. местният краевед Никола Данчев, чрез обширно проучване и множество съпоставки на факти и събития, достига до заключението, че на Мерова поляна е убит именно Ангел Тодоров.Името е добавено на паметника, а през 1990 г. в близост е поставена и гранитна морена в памет на Ангел Тодоров.

## Други източници
- Веселин Иванов, Кръстьо Петров, Петър Петров, Стефан Стефанов / История на Разградската окръжна организация на БКП // Изд. Партиздат / София, 1981 // стр.6
- Къдринова, Къдринка. Сп.Тема: Ботевият четник от Мерова поляна. Любословие.бг
- Данчев, Никола. В-к "Вечерни новини", бр. 7768 / 5.02.1977
- МЕРОВА ПОЛЯНА. Видео в youtube.com